# Prothemellus kunarensis
Prothemellus kunarensis es una especie de coleóptero de la familia Cantharidae.

## Distribución geográfica
Habita en Pakistán.